# Sphaerellothecium propinquellum
Sphaerellothecium propinquellum är en lavart som först beskrevs av William Nylander, och fick sitt nu gällande namn av Cl. Roux & Triebel 1994. 
Sphaerellothecium propinquellum ingår i släktet Sphaerellothecium och familjen Mycosphaerellaceae.  Arten är reproducerande i Sverige. Inga underarter finns listade i Catalogue of Life.